# Barragem de Stornorrfors
Stornorrfors é uma barragem da Suécia, situada no rio Ume, na pequena localidade de Norrfors, na Comuna de Umeå.
Entrou em funcionamento em 1958, e é uma das maiores produtoras de eletricidade do país. Em 2010, entrou em funcionamento uma "escada de peixes", com 350 m e 77 degraus, pela qual salmões e trutas podem subir e descer o rio, nas suas migrações anuais.